# Roberta Pedranzini
Roberta Pedranzini (* 21. August 1971 in Bormio) ist eine italienische Skibergsteigerin.
Pedranzini begann 2000 mit dem Skibergsteigen und bestritt mit der Teilnahme am Giro del Monviso im Jahr 2003 ihren ersten Wettkampf. 2004 wurde sie Mitglied der Nationalmannschaft.

## Erfolge (Auswahl)
- 2005:
  - 7. Platz bei der Europameisterschaft Skibergsteigen Einzel

- 2006:
  - 1. Platz Weltmeisterschaft Skibergsteigen Einzel
  - 1. Platz Weltmeisterschaft Skibergsteigen Team (mit Francesca Martinelli)
  - 1. Platz bei der Weltmeisterschaft Staffel
  - 1. Platz beim Weltcup Skibergsteigen
  - 2. Platz Weltmeisterschaft Vertical Race

- 2007:
  - 1. Platz beim Weltcup Skibergsteigen
  - 1. Platz Europameisterschaft Skibergsteigen Team mit Martinelli
  - 1. Platz Europameisterschaft Skibergsteigen Staffel (mit Gloriana Pellissier und Francesca Martinelli)
  - 1. Platz Europameisterschaft Skibergsteigen Kombinationswertung
  - 1. Platz bei der Trofeo Mezzalama mit  Gloriana Pellissier und Francesca Martinelli
  - 1. Platz beim Sellaronda Skimarathon mit Francesca Martinelli
  - 2. Platz Europameisterschaft Vertical Race
  - 2. Platz Europameisterschaft Skibergsteigen Einzel

- 2008:
  - 1. Platz Weltmeisterschaft Skibergsteigen Einzel
  - 1. Platz Weltmeisterschaft Vertical Race
  - 1. Platz Weltmeisterschaft Skibergsteigen Team (mit Francesca Martinelli)
  - 1. Platz Weltmeisterschaft Skibergsteigen Kombinationswertung
  - 2. Platz Weltmeisterschaft Skibergsteigen Staffel (Gloriana Pellissier, Francesca Martinelli und Elisa Fleischmann)

### Pierra Menta
- 2006: 1. Platz mit Francesca Martinelli
- 2007: 1. Platz mit Francesca Martinelli
- 2008: 2. Platz mit Francesca Martinelli